# Very special!!
「very special!!」（ベリー・スペシャル!!）は、サンボマスターが2007年7月25日にリリースした10枚目のシングル。

## 概要
カップリング「奪いとることについて」のドラムは、体調を崩しレコーディングを休んだ木内の代わりに山口が叩き完成させた。

## 収録曲
全曲　作詞・作曲：山口隆
1. very special!!
日本テレビ系『音楽戦士 MUSIC FIGHTER』7月オープニングテーマ
2. 奪いとることについて
3. 美しき人間の日々（世界ロック選抜バージョン）